# MSC Cruceros
MSC Cruceros, oficialmente MSC Crociere S.A., es una línea de cruceros perteneciente a Mediterranean Shipping Company. 
Es la cuarta mayor operadora de cruceros en el mundo y la segunda en Europa, solo superada por Carnival Corporation & plc, Royal Caribbean Group y Norwegian Cruise Line Holdings Ltd.. Cuenta aproximadamente con una cuota de mercado del 6.4% en todo el mundo (en 2015). 
Para abril de 2025, opera una flota de 25 buques, incluyendo los dos primeros navíos de la filial Explora Journeys.

## Historia
MSC Cruceros fue fundada en 1987 como parte del grupo naviero MSC. Al año siguiente comenzó a operar con el Monterey, un antiguo transatlántico de Matson Lines. En 1989, MSC adquirió la naviera italiana StarLauro Crociere, pasando a operar bajo el nombre MSC-Starlauro.
A mediados de los años 90, la compañía enfrentó dificultades operativas y de imagen, especialmente tras el incendio y posterior hundimiento del buque Achille Lauro en 1994. Como parte de un proceso de renovación y reposicionamiento, en 1995 la empresa adoptó oficialmente el nombre MSC Crociere, marcando el inicio de una nueva etapa de crecimiento en la industria de los cruceros.

## Logo
El logo de MSC Cruceros ha cambiado varias veces de formato desde la adquisición de Starlauro. Inicialmente el logo era exactamente el mismo que el de la compañía madre Mediterranean Shipping Company, una «m» minúscula sobre una línea curva y una «s» y una «c» minúsculas juntas. Más tarde, el logo cambió por el formato más parecido al actual en el que el logo inicial quedaba insertado en una Rosa de los Vientos mediterránea, espíritu de las formas y el estilo mediterráneo, y junto al logo las letras mayúsculas MSC y en algunas versiones debajo de las letras MSC se encuentra escrita la palabra cruceros en distintos idiomas. El logo cambió varias veces de tonos, pero el azul dominó en este segundo logo. Cabe destacar las características chimeneas de MSC Cruceros, todas pintadas en un tono azul marino muy noble y marinero. 

## Curiosidades
- Pese a que es una compañía con sede en Suiza y autodefinida como una empresa de espíritu italiano, todos sus barcos de las clases Lírica, Música y Fantasía están registrados en Panamá y poseen pabellón de conveniencia, mientras que los nuevos buques de la clase Meraviglia y Seaside y muy probablemente, la World Class, están registrados en Valletta (Malta). La sede fiscal de la compañía está en Ginebra (Suiza).
- En 2010 está previsto que MSC Cruceros haya transportado 1,2 millones de pasajeros. En 2015 disponía de una cuota de mercado del 6.4%
- Al igual que su competidor más directo Costa Cruceros, MSC Crociere permite embarcar en casi todos los puertos donde atraca; acercando así su producto a todos los públicos del cualquier país. Pese a esto, la mayoría de pasajeros embarcan en Barcelona, Génova, Venecia, Bari, Ámsterdam, Southampton, Copenhague y Kiel.
- MSC Crociere es la línea de cruceros que más puertos de embarque y desembarque españoles ofrece. Para el año 2012, están programadas salidas de Barcelona, Palma de Mallorca, Santa Cruz de Tenerife, Málaga, Vigo, La Coruña, Bilbao, Valencia e Ibiza.[4]
- MSC Crociere es la mayor línea de cruceros con capital íntegramente europeo ya que técnicamente Costa Cruceros está controlada por la estadounidense Carnival.
- Es la primera compañía de Europa en conseguir las 6 perlas doradas que otorga Bureau Veritas por la calidad del confort y de la protección del medio ambiente.
- Realmente, el nombre oficial del MSC Splendida iba a ser MSC Serenata (siguiendo la costumbre de la compañía de nombrar sus barcos y puentes con temas musicales y literarios), pero estando en astilleros se cambió el nombre.
- MSC Cruceros fue galardonada en 2008 con el premio Mejor Compañía Calidad/Precio por la revista Cruceros&Destinos
- El MSC Splendida ha sido galardonado como el mejor barco de cruceros por los premios Excellence en el Sector de Cruceros
- Todos los buques de la clases Fantasia, Meraviglia, Seaside y World cuentan con una zona conocida como MSC Yacht Club, que se autodefine como un yate dentro de un megabarco, pues proporciona mayordomo a todas las suites, así como piscina privada y Lounge panorámico.
- MSC es la quinta compañía de cruceros del mundo tras Costa Cruceros, Carnival Corporation Plc., Royal Caribbean International y Norwegian-Star Cruises.
- El MSC Divina iba a llamarse en un principio MSC Favolosa. Más tarde, aunque MSC había elegido con anterioridad este nombre, lo cambió debido a que Costa Cruceros iba a botar otro barco del mismo nombre (Costa Favolosa). Se optó por MSC Fantastica, pero la madrina de la compañía italiana, Sophia Loren, le comentó al dueño de la compañía, amigo íntimo de la actriz, que le gustaría que hubiese un barco que tuviese su nombre. Este deseo le fue concedido y se puso el nombre definitivo, escogido por la estrella. Además el crucero cuenta con una royal suit, la 16007, que cuenta con una serie de cuadros de la actriz y ha sido diseñada acorde con sus gustos.
- Los barcos MSC Armonia y MSC Sinfonia tienen ciertas diferencias en el interior, la parte de atrás del barco y la chimenea entre otras cosas con sus hermanos, MSC Lirica y MSC Opera, ya que los dos primeros fueron construidos inicialmente para Festival Cruises y comprados por MSC Cruceros luego de la quiebra de esta. Las diferencias de interiorismo casi se eliminaron durante el proyecto Renacimiento al que se sometió toda la clase.

## Flota actual
| Buque                 | Año construcción | Astillero                                 | Entrada en MSC     | Tonelaje     | Bandera      | Notas | Imagen       |
| Clase Lirica          | Clase Lirica     | Clase Lirica                              | Clase Lirica       | Clase Lirica | Clase Lirica | Clase Lirica | Clase Lirica |
| --------------------- | ---------------- | ----------------------------------------- | ------------------ | ------------ | ------------ | --- | ------------ |
| MSC Armonia           | 2001             | Chantiers de l'Atlantique                 | Mayo de 2004       | 65.542       | Panamá       | |              |
| MSC Sinfonia          | 2002             | Chantiers de l'Atlantique                 | Marzo de 2005      | 65.542       | Panamá       | |              |
| MSC Lirica            | 2003             | Chantiers de l'Atlantique                 | Marzo de 2003      | 65.591       | Panamá       | |              |
| MSC Opera             | 2004             | Chantiers de l'Atlantique                 | Marzo de 2004      | 65.591       | Panamá       | |              |
| Clase Musica          |                  |                                           |                    |              |              | |              |
| MSC Musica            | 2006             | Aker Yards (Saint-Nazaire)                | Julio de 2006      | 92.409       | Panamá       | |              |
| MSC Orchestra         | 2007             | Aker Yards (Saint-Nazaire)                | Mayo de 2007       | 92.409       | Panamá       | |              |
| MSC Poesia            | 2008             | Aker Yards/STX Europe (Saint-Nazaire)     | Octubre de 2008    | 92.627       | Panamá       | |              |
| MSC Magnifica         | 2010             | STX Europe (Saint-Nazaire)                | Marzo de 2010      | 95.128       | Panamá       | Clase Musica modificada |              |
| Clase Fantasia        |                  |                                           |                    |              |              | |              |
| MSC Fantasia          | 2008             | Aker Yards/STX Europe (Saint-Nazaire)     | Diciembre de 2008  | 137.936      | Panamá       | |              |
| MSC Splendida         | 2009             | Aker Yards/STX Europe (Saint-Nazaire)     | Julio de 2009      | 137.936      | Panamá       | |              |
| MSC Divina            | 2012             | STX Europe (Saint-Nazaire)                | Junio de 2012      | 139.400      | Panamá       | Clase Fantasia modificada |              |
| MSC Preziosa          | 2013             | STX Europe (Saint-Nazaire)                | Marzo de 2013      | 139.400      | Panamá       | Clase Fantasia modificada |              |
| Clase Meraviglia      |                  |                                           |                    |              |              | |              |
| MSC Meraviglia        | 2017             | STX Europe (Saint-Nazaire)                | Mayo de 2017       | 171.598      | Malta        | |              |
| MSC Bellissima        | 2019             | Chantiers de l'Atlantique                 | Marzo de 2019      | 171.598      | Malta        | |              |
| Clase Meraviglia Plus |                  |                                           |                    |              |              | |              |
| MSC Grandiosa         | 2019             | Chantiers de l'Atlantique (Saint Nazaire) | Noviembre de 2019  | 181.541      | Malta        | [ 7 ] |              |
| MSC Virtuosa          | 2021             | Chantiers de l'Atlantique (Saint Nazaire) | Mayo de 2021       | 181.541      | Malta        | [ 7 ] |              |
| MSC Euribia           | 2023             | Chantiers de l'Atlantique (Saint Nazaire) | Mayo de 2023       | 184 011      | Malta        | El rediseñado para operar con GNL. |              |
| Clase Seaside         |                  |                                           |                    |              |              | |              |
| MSC Seaside           | 2017             | Fincantieri                               | Noviembre de 2017  | 153.516      | Malta        | |              |
| MSC Seaview           | 2018             | Fincantieri                               | Junio de 2018      | 153.516      | Malta        | |              |
| Clase Seaside EVO     |                  |                                           |                    |              |              | |              |
| MSC Seashore          | 2021             | Fincantieri                               | Agosto de 2021     | 170.412      | Malta        | [ 8 ] |              |
| MSC Seascape          | 2022             | Fincantieri                               | Noviembre de 2022  | 170.400      | Malta        | |              |
| Clase World           |                  |                                           |                    |              |              | |              |
| MSC World Europa      | 2022             | Chantiers de l'Atlantique                 |                    | 215.863      | Malta        | Originalmente llamado MSC Europa. Corte de acero realizado el 31 de octubre de 2019. Ceremonias de colocación de monedas y quillas el 29 de junio de 2020. Flotado el 2 de diciembre de 2021. El barco más grande construido para MSC Cruceros. Propulsado por un crucero alimentado con gas natural licuado (GNL) y celda de combustible de óxido sólido (SOFC) |              |
| Clase Explora         |                  |                                           |                    |              |              | |              |
| Explora I             | 2023             | Fincantieri (Monfalcone)                  | Julio 2023         | 64 000       | La Valeta    | Concepto de crucero-yate, operado por la filial Explora Journeys |              |
| Explora II            | 2024             | Fincantieri (Monfalcone)                  | Septiembre de 2024 | 64 000       | La Valeta    | Gemelo del Explora I |              |

## Futura flota
| Buque              | Entrada en servicio para MSC | Constructor                               | Tonelaje bruto | Puerto de registro   | Clase                        |
| ------------------ | ---------------------------- | ----------------------------------------- | -------------- | -------------------- | ---------------------------- |
| MSC World America  | 9 de abril de 2025           | Chantiers de l'Atlantique (Saint Nazaire) | 215 863        | La Valeta (probable) | World                        |
| MSC World Asia     | Invierno de 2026-2027        | Chantiers de l'Atlantique (Saint Nazaire) | 215 863        | La Valeta (probable) | World                        |
| Explora III        | 2026                         | Fincantieri (Monfalcone)                  | 70 000         | La Valeta (probable) | Gemelo de los Explora I y II |
| Explora IV         | 2027                         | Fincantieri (Monfalcone)                  | 70 000         | La Valeta (probable) | Gemelo de los otros Explora  |
| MSC World Atlantic | Invierno de 2027-2028        | Chantiers de l'Atlantique (Saint Nazaire) | 215 863        | La Valeta (probable) | World                        |
| Explora V          | 2027                         | Fincantieri (Monfalcone)                  | 70 000         | La Valeta (probable) | Gemelo de los otros Explora  |
| Explora VI         | 2028                         | Fincantieri (Monfalcone)                  | 70 000         | La Valeta (probable) | Gemelo de los otros Explora  |
| MSC World 5        | 2029                         | Chantiers de l'Atlantique (Saint Nazaire) | 215 863        | La Valeta (probable) | World                        |
| MSC World 6        | 2030                         | Chantiers de l'Atlantique (Saint Nazaire) | 215 863        | La Valeta (probable) | World                        |

## Antiguas naves
| Buque          | Imagen | Construcción | Constructor                  | Entrada en servicio para MSC | Tonelaje bruto   | Retirada                                                                              |
| -------------- | ------ | ------------ | ---------------------------- | --- | ---------------- | ------------------------------------------------------------------------------------- |
| Angelina Lauro |        | 1938         | Koninklijke Maatschappi      | 1964 para Star Lauro | 24 377 toneladas | 1977 (alquilado a Costa, incendio en 1979, desguazado)                                |
| Achille Lauro  |        | 1947         | Koninklijke Maatschappi      | 1965 para Star Lauro | 23 629 toneladas | 1994 (hundido por incendio)                                                           |
| MSC Symphony   |        | 1951         | Wigham Richardson            | 1994 (en principio se iba a incorporar a Starlauro, pero por una reforma que tuvo que realizarse en Durban, acabó entrando ya para la recién renombrada MSC Cruceros) | 16 000 toneladas | 2000 (vendido a Golden Sun Cruises)                                                   |
| Monterey       |        | 1952         | Bethlehem Shipbuilding Corp. | 1994 (desde 1989 operaba para Star Lauro en régimen de alquiler a Panocean Rivera)                                                                                    | 20 000 toneladas | 2006 (desguazado en India)                                                            |
| MSC Rhapsody   |        | 1977         | Burmeister & Wain            | 1995 | 17 095 toneladas | 2009 (vendido a Mano Maritime. Se mantuvo en servicio hasta 2018 como MS Golden Iris) |
| MSC Melody     |        | 1982         | La Seyne-sur-Mer             | 1997 | 35 143 toneladas | 2013 (vendido para conversión a hotel flotante en Goa, India)                         |